# Campionati del mondo di corsa campestre 2006
Il XXXIV Campionato mondiale di corsa campestre si è disputato a Fukuoka, in Giappone, dal 1º al 2 aprile 2006 all'Umi-no-nakamichi Seaside Park. Vi hanno preso parte 574 atleti in rappresentanza di 59 nazioni. Il titolo maschile è stato vinto da Kenenisa Bekele mentre quello femminile da Tirunesh Dibaba.

## Nazioni partecipanti
Qui sotto sono elencate le nazioni che hanno partecipato a questi campionati (tra parentesi il numero degli atleti per ciascuna nazione):
- Algeria (18)
- Angola (4)
- Argentina (4)
- Australia (21)
- Azerbaigian (1)
- Bahrein (9)
- Bielorussia (4)
- Bolivia (1)
- Botswana (4)
- Brasile (9)
- Burundi (5)
- Canada (28)
- Cile (4)
- Cina (12)
- Colombia (1)
- Corea del Sud (8)
- Costa d'Avorio (2)
- Rep. Dominicana (3)
- Egitto (4)
- Eritrea (19)

- Etiopia (27)
- Francia (12)
- Germania (1)
- Giamaica (10)
- Giappone (36)
- Gran Bretagna (31)
- Guatemala (3)
- India (3)
- Indonesia (3)
- Iran (1)
- Irlanda (4)
- Italia (15)
- Kazakistan (4)
- Kenya (36)
- Kirghizistan (2)
- Marocco (28)
- Messico (8)
- Nuova Zelanda (9)
- Paesi Bassi (1)
- Perù (5)

- Polonia (4)
- Portogallo (17)
- Porto Rico (2)
- Qatar (14)
- Romania (2)
- Russia (10)
- Ruanda (12)
- Seychelles (1)
- Spagna (22)
- Sri Lanka (2)
- Stati Uniti (34)
- Sudafrica (18)
- Svizzera (3)
- Tagikistan (3)
- Tanzania (4)
- Turchia (1)
- Uganda (13)
- Uzbekistan (8)
- Venezuela (4)

## Risultati

### Individuale (uomini seniores)
| Pos. | Atleta               | Nazione | Tempo (m's") |
| ---- | -------------------- | ------- | ------------ |
|      | Kenenisa Bekele      | Etiopia | 35'40"       |
|      | Sileshi Sihine       | Etiopia | 35'43"       |
|      | Martin Mathathi      | Kenya   | 35'44"       |
| 4    | Zersenay Tadesse     | Eritrea | 35'47"       |
| 5    | Mike Kigen           | Kenya   | 35'54"       |
| 6    | Hosea Macharinyang   | Kenya   | 36'02"       |
| 7    | Yonas Kifle          | Eritrea | 36'05"       |
| 8    | Ali Abdalla          | Eritrea | 36'18"       |
| 9    | Tesfayohannes Mesfen | Eritrea | 36'18"       |
| 10   | Simon Arusei         | Kenya   | 36'18"       |
| 11   | Abderrahim Goumri    | Marocco | 36'20"       |
| 12   | John Kibowen         | Kenya   | 36'21"       |

### Squadre (uomini seniores)
| Martin Mathathi    | 3    |
| Mike Kigen         | 5    |
| Hosea Macharinyang | 6    |
| Simon Arusei       | 10   |
| (John Kibowen)     | (12) |
| (Simion Tuitoek)   | (58) |

| Zersenay Tadesse     | 4    |
| Yonas Kifle          | 7    |
| Ali Abdalla          | 8    |
| Tesfayohannes Mesfen | 9    |
| (Samson Kiflemariam) | (19) |

| Kenenisa Bekele             | 1    |
| Sileshi Sihine              | 2    |
| Gebre-egziabher Gebremariam | 13   |
| Ketema Nigusse              | 26   |
| (Eshetu Gezhagne)           | (31) |
| (Abebe Dinkessa)            | (71) |

- Nota: gli atleti tra parentesi non hanno concorso al punteggio totale della squadra

### Individuale (uomini tracciato corto)
| Pos. | Atleta              | Nazione     | Tempo (m's") |
| ---- | ------------------- | ----------- | ------------ |
|      | Kenenisa Bekele     | Etiopia     | 10'54"       |
|      | Isaac Songok        | Kenya       | 10'55"       |
|      | Adil Kaouch         | Marocco     | 10'57"       |
| 4    | Benjamin Limo       | Kenya       | 11'00"       |
| 5    | Ali Abdosh          | Etiopia     | 11'01"       |
| 6    | Adam Goucher        | Stati Uniti | 11'02"       |
| 7    | Augustine Choge     | Kenya       | 11'03"       |
| 8    | Edwin Cheruiyot Soi | Kenya       | 11'06"       |
| 9    | Saif Saeed Shaheen  | Qatar       | 11'08"       |
| 10   | Sultan Khamis Zaman | Qatar       | 11'08"       |
| 11   | Craig Mottram       | Australia   | 11'10"       |
| 12   | Sileshi Sihine      | Etiopia     | 11'12"       |

### Squadre (uomini tracciato corto)
| Isaac Songok        | 2    |
| Benjamin Limo       | 4    |
| Augustine Choge     | 7    |
| Edwin Cheruiyot Soi | 8    |
| (Brimin Kipruto)    | (18) |
| (Yusuf Kibet Biwot) | (20) |

| Kenenisa Bekele             | 1    |
| Ali Abdosh                  | 5    |
| Sileshi Sihine              | 12   |
| Gebre-egziabher Gebremariam | 30   |
| (Abebe Dinkessa)            | (39) |
| (Zenbaba Yegezu)            | (48) |

| Adil Kaouch     | 3    |
| Hicham Bellani  | 14   |
| Khalid El Amri  | 15   |
| Hamid Ezzine    | 21   |
| (Anis Selmouni) | (47) |

- Nota: gli atleti tra parentesi non hanno concorso al punteggio totale della squadra

### Individuale (uomini under 20)
| Pos. | Atleta                | Nazione | Tempo (m's") |
| ---- | --------------------- | ------- | ------------ |
|      | Mang'ata Ndiwa        | Kenya   | 23'53"       |
|      | Leonard Patrick Komon | Kenya   | 23'54"       |
|      | Tariku Bekele         | Etiopia | 23'56"       |
| 4    | Joseph Ebuya          | Kenya   | 23'59"       |
| 5    | Ibrahim Jellan        | Etiopia | 24'04"       |
| 6    | Habtamu Fikadu        | Etiopia | 24'04"       |
| 7    | Kamal Ali Thamer      | Qatar   | 24'05"       |
| 8    | Samuel Tsegay         | Eritrea | 24'06"       |
| 9    | Bernard Matheka       | Kenya   | 24'08"       |
| 10   | Tadesse Tola          | Etiopia | 24'09"       |
| 11   | Kidane Tadese         | Eritrea | 24'21"       |
| 12   | Kiflom Slum           | Eritrea | 24'22"       |

### Squadre (uomini under 20)
| Mang'ata Ndiwa        | 1    |
| Leonard Patrick Komon | 2    |
| Joseph Ebuya          | 4    |
| Bernard Matheka       | 9    |
| (Daniel Gitau)        | (15) |

| Tariku Bekele   | 3    |
| Ibrahim Jellan  | 5    |
| Habtamu Fikadu  | 6    |
| Tadesse Tola    | 10   |
| (Demssew Tsega) | (16) |

| Samuel Tsegay      | 8  |
| Kidane Tadese      | 11 |
| Kiflom Slum        | 12 |
| Teklemariam Medhin | 13 |

- Nota: gli atleti tra parentesi non hanno concorso al punteggio totale della squadra

### Individuale (donne seniores)
| Pos. | Atleta           | Nazione     | Tempo (m's") |
| ---- | ---------------- | ----------- | ------------ |
|      | Tirunesh Dibaba  | Etiopia     | 25'21"       |
|      | Lornah Kiplagat  | Paesi Bassi | 25'26"       |
|      | Meselech Melkamu | Etiopia     | 25'38"       |
| 4    | Benita Johnson   | Australia   | 25'43"       |
| 5    | Wude Ayalew      | Etiopia     | 25'47"       |
| 6    | Kayoko Fukushi   | Giappone    | 25'51"       |
| 7    | Mestawat Tufa    | Etiopia     | 25'59"       |
| 8    | Evelyne Wambui   | Kenya       | 26'11"       |
| 9    | Faith Jemutai    | Kenya       | 26'12"       |
| 10   | Alice Chelangat  | Kenya       | 26'13"       |
| 11   | Blake Russell    | Stati Uniti | 26'23"       |
| 12   | Mercy Njoroge    | Kenya       | 26'26"       |

### Squadre (donne seniores)
| Tirunesh Dibaba    | 1    |
| Meselech Melkamu   | 3    |
| Wude Ayalew        | 5    |
| Mestawat Tufa      | 7    |
| (Ejagayehu Dibaba) | (14) |
| (Teyiba Erkesso)   | (46) |

| Evelyne Wambui             | 8    |
| Faith Jemutai              | 9    |
| Alice Chelangat            | 10   |
| Mercy Njoroge              | 12   |
| (Edna Kiplagat)            | (13) |
| (Consalater Chemtai Yadaa) | (58) |

| Kayoko Fukushi  | 6    |
| Yoshimi Ozaki   | 19   |
| Megumi Oshima   | 25   |
| Yumi Sato       | 30   |
| (Kayo Sugihara) | (50) |
| (Michiko Ogawa) | (65) |

- Nota: gli atleti tra parentesi non hanno concorso al punteggio totale della squadra

### Individuale (donne tracciato corto)
| Pos. | Atleta              | Nazione     | Tempo (m's") |
| ---- | ------------------- | ----------- | ------------ |
|      | Gelete Burka        | Etiopia     | 12'51"       |
|      | Priscah Ngetich     | Kenya       | 12'53"       |
|      | Meselech Melkamu    | Etiopia     | 12'54"       |
| 4    | Benita Johnson      | Australia   | 12'55"       |
| 5    | Lornah Kiplagat     | Paesi Bassi | 12'55"       |
| 6    | Beatrice Chepchumba | Kenya       | 12'58"       |
| 7    | Zhor El Kamch       | Marocco     | 13'03"       |
| 8    | Vivian Cheruiyot    | Kenya       | 13'10"       |
| 9    | Bezunesh Bekele     | Etiopia     | 13'10"       |
| 10   | Isabella Ochichi    | Kenya       | 13'11"       |
| 11   | Melissa Rollison    | Australia   | 13'11"       |
| 12   | Teyiba Erkesso      | Etiopia     | 13'12"       |

### Squadre (donne tracciato corto)
| Gelete Burka       | 1     |
| Meselech Melkamu   | 3     |
| Bezunesh Bekele    | 9     |
| Teyiba Erkesso     | 12    |
| (Etalemahu Kidane) | (13)  |
| (Tirunesh Dibaba)  | (DNF) |

| Priscah Ngetich     | 2    |
| Beatrice Chepchumba | 6    |
| Vivian Cheruiyot    | 8    |
| Isabella Ochichi    | 10   |
| (Nancy Wambui)      | (14) |
| (Beatrice Rutto)    | (41) |

| Benita Johnson      | 4    |
| Melissa Rollison    | 11   |
| Anna Thompson       | 25   |
| Donna MacFarlane    | 29   |
| (Victoria Mitchell) | (33) |
| (Eloise Wellings)   | (39) |

- Nota: gli atleti tra parentesi non hanno concorso al punteggio totale della squadra

### Individuale (donne under 20)
| Pos. | Atleta                    | Nazione       | Tempo (m's") |
| ---- | ------------------------- | ------------- | ------------ |
|      | Pauline Korikwiang        | Kenya         | 19'27"       |
|      | Veronica Wanjiru          | Kenya         | 19'27"       |
|      | Mercy Kosgei              | Kenya         | 19'45"       |
| 4    | Emmy Chepkirui            | Kenya         | 19'52"       |
| 5    | Belainesh Zemedkun        | Etiopia       | 19'56"       |
| 6    | Workitu Ayanu             | Etiopia       | 19'57"       |
| 7    | Emebt Etea                | Etiopia       | 20'05"       |
| 8    | Pamela Chesopich Lisoreng | Kenya         | 20'06"       |
| 9    | Gladys Chemweno           | Kenya         | 20'09"       |
| 10   | Sian Edwards              | Gran Bretagna | 20'10"       |
| 11   | Asselefech Assefa         | Etiopia       | 20'22"       |
| 12   | Merat Bahta               | Eritrea       | 20'22"       |

### Squadre (donne under 20)
| Pauline Korikwiang          | 1   |
| Veronica Wanjiru            | 2   |
| Mercy Kosgei                | 3   |
| Emmy Chepkirui              | 4   |
| (Pamela Chesopich Lisoreng) | (8) |
| (Gladys Chemweno)           | (9) |

| Belainesh Zemedkun | 5    |
| Workitu Ayanu      | 6    |
| Emebt Etea         | 7    |
| Asselefech Assefa  | 11   |
| (Derebe Godan)     | (21) |

| Hitomi Niiya     | 13   |
| Megumi Kinukawa  | 14   |
| Kazue Kojima     | 15   |
| Yuko Nohara      | 16   |
| (Chisato Ozaki)  | (17) |
| (Aimi Horikoshi) | (23) |

- Nota: gli atleti tra parentesi non hanno concorso al punteggio totale della squadra

## Medagliere
Legenda
     Paese ospitante
| Posizione | Paese       | Oro | Argento | Bronzo | Totale |
| --------- | ----------- | --- | ------- | ------ | ------ |
| 1         | Kenya       | 6   | 6       | 2      | 14     |
| 2         | Etiopia     | 6   | 4       | 4      | 14     |
| 3         | Eritrea     | 0   | 1       | 1      | 2      |
| 4         | Paesi Bassi | 0   | 1       | 0      | 1      |
| 5         | Giappone    | 0   | 0       | 2      | 2      |
| 5         | Marocco     | 0   | 0       | 2      | 2      |
| 7         | Australia   | 0   | 0       | 1      | 1      |
| Totale    | Totale      | 12  | 12      | 12     | 36     |